# Phylloceras
Il fillocerato (Phylloceras) è un genere di mollusco cefalopode appartenente agli ammonoidea. Visse tra il Giurassico inferiore e il Cretaceo inferiore (190-130 milioni di anni fa). I suoi resti sono stati ritrovati in tutto il mondo, in particolare in Europa occidentale.

## Descrizione
Questa ammonite primitiva era dotata di una conchiglia dal profilo elevato, con una sezione del giro ovale e dalla forma discoidale. L'ombelico era molto ristretto, mentre l'ornamentazione era praticamente assente o, tutt'al più, rappresentata da semplici striature poco visibili, che si interrompevano in corrispondenza della regione ventrale dove era presente il sifone. Alcune specie presentavano coste leggermente ondulate e non interrotte sul margine sifonale.
La sutura, invece, era estremamente complessa: lobi e selle stretti e allungati davano origine ad altri lobi di dimensioni minori ma dalle caratteristiche simili. L'intera sutura ricordava in qualche modo le fronde delle piante (da qui il nome Phylloceras, che significa “corno- foglia”). La camera di abitazione dell'animale occupava meno della metà dell'ultimo giro. Le dimensioni della conchiglia potevano raggiungere i venti centimetri di diametro, ma in genere erano più ridotte (8-10 centimetri). Tra le specie più note, da ricordare Phylloceras heterophyllum.

## Stile di vita
Il profilo idrodinamico della conchiglia, unitamente al ventre arrotondato, lasciano supporre che il fillocerato fosse un discreto nuotatore, che poteva muoversi a moderata velocità per mezzo di un getto propulsivo.

## Classificazione
Il fillocerato era il rappresentante più tipico delle filloceratine (Phylloceratina), un sottordine di ammoniti longevo e discretamente diffuso, che si sviluppò nel Triassico e passò indenne attraverso l'estinzione avvenuta tra Triassico e Giurassico. La morfologia di questi animali si sviluppò pochissimo nel corso della loro evoluzione; si presume che gli antenati di Phylloceras possano essere ricercati nella famiglia dei monofillitidi (Monophyllitidae), tipicamente triassica.